# Joseph-Aignan Sigaud de Lafond
Joseph-Aignan Sigaud de Lafond (ur. 5 stycznia 1730 w Bourges, zm. 1803 tamże) – francuski fizyk, specjalizujący się w badaniach elektryczności.

## Życiorys
Joseph-Aignan Sigaud de Lafond urodził się w Bourges 5 stycznia 1730 roku. Jego ojciec był zegarmistrzem, a ojciec chrzestny chirurgiem. Lafond studiował na Collège Royal de l’Université, uczył się teologii, sztuk pięknych i nauk ścisłych. Po zakończeniu edukacji przeniósł się do Paryża, gdzie pracował w College Louis-le-Grand. W tym czasie uczęszczał na pokazy fizyczne Jeana-Antoine’a Nolleta, znanego z eksperymentów z elektrycznością. Lafond od 1756 roku prowadził eksperymenty z elektrycznością, a trzy lata później zaczął urządzać pokazy publiczne.
W tym samym roku złożył swoją kandydaturę do Académie royale des sciences w Paryżu, ale została ona odrzucona. Jednocześnie rosła jego popularność w kręgach naukowych w kraju i za granicą. W 1767 roku wydał Leçons de physique expérimentale, a cztery lata później Traité de l’Electricité, która obejmowała badania nad zastosowaniem medycznym elektryczności. W latach 1770-tych zaczął udzielać prywatnych lekcji elicie paryskiej. W 1775 roku opublikowane zostały Description et usage d’un cabinet de physique expérimentale, a rok później z Pierre’em Macquerem zsyntetyzował wodę z substratów gazowych, co Antoine Lavoisier powtórzył w 1783 roku.
Z powodu braku uznania ze strony Akademii Nauk powrócił do Bourges. Po trzech latach Ludwik XVI utworzył dla niego katedrę fizyki eksperymentalnej w Collège Royal de Bourges. W 1787 roku zostały wydane cztery tomy jego Eléments de physique théorique et expérimentale.
Po rewolucji jego pozycja początkowo osłabła, ale w 1791 roku został profesorem fizyki eksperymentalnej i chemii na Ecole Centrale à Bourges, a w roku 1801 został przez Napoleona mianowany dyrektorem szkoły.
Zmarł w 1803 roku, krótko po publikacji traktatu De l'électricité médicale.